# Candasnos
Candasnos (katalanisch Campdàsens) ist eine Gemeinde in der Provinz Huesca in der Autonomen Gemeinschaft Aragonien in Spanien. Sie liegt in der Comarca Bajo Cinca.

## Geschichte
Der Ort wurde im Jahr 1188 von König Alfons II. von Aragonien dem Kloster Sigena übergeben, das im Jahr 1217 Siedler entsandte. 1257 gab König Jakob I. von Aragonien Candasnos an Raimund von Borja zu Lehen.

## Wirtschaft
In der Landwirtschaft herrscht heute der Anbau von Mais, Sonnenblumen und Halfagras vor. In der Viehzucht sind vor allem Schweinezucht, Schafe und Geflügel von Bedeutung.

## Bevölkerung
| 1900  | 1910  | 1930 | 1940  | 1950 | 1960 | 1970 | 1981 | 1986 | 1992 | 1999 | 2004 | 2007 |
| ----- | ----- | ---- | ----- | ---- | ---- | ---- | ---- | ---- | ---- | ---- | ---- | ---- |
| 1.006 | 1.050 | 885  | 1.020 | 975  | 844  | 814  | 723  | 699  | 623  | 558  | 470  | 438  |

## Sehenswürdigkeiten

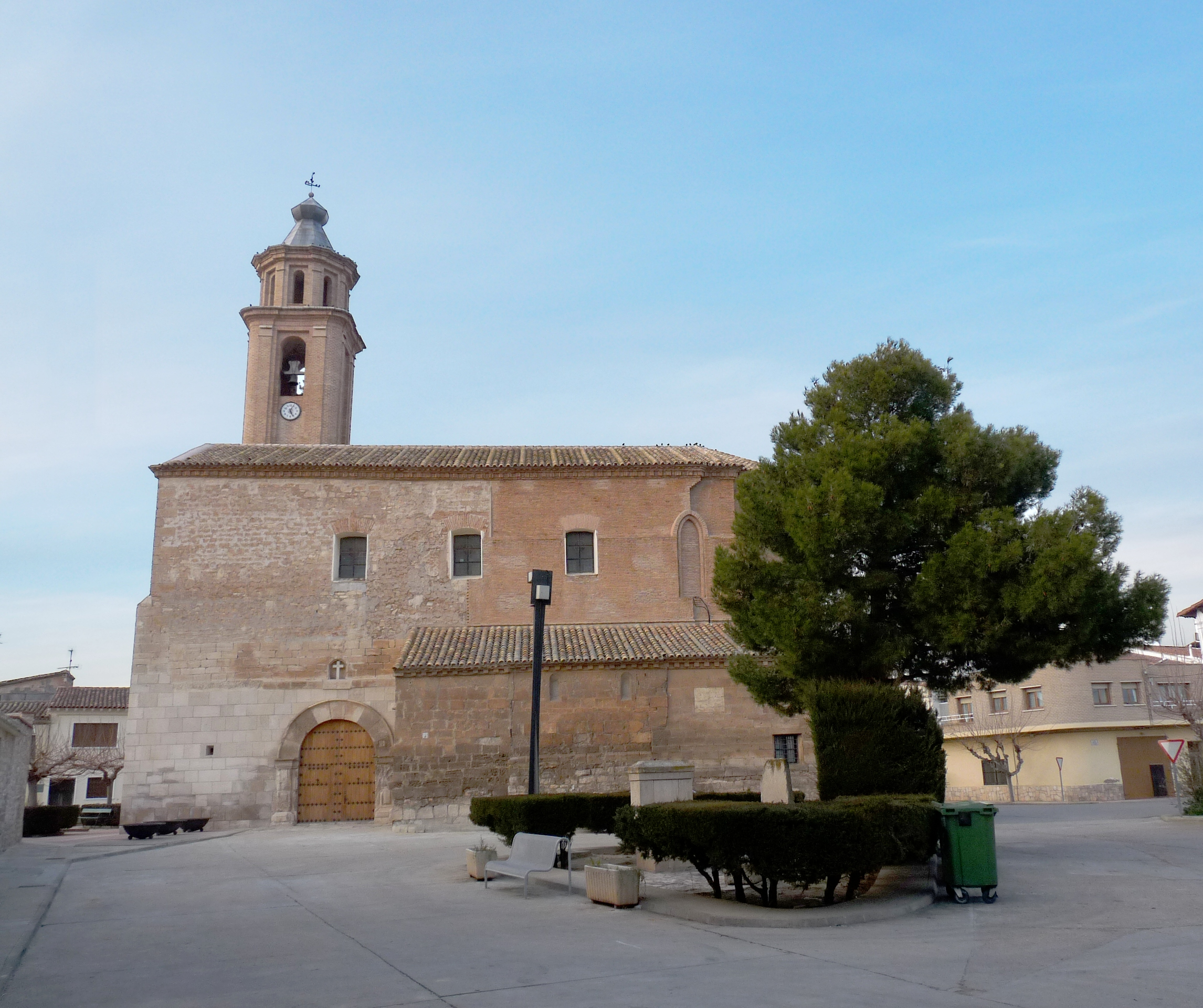
Kirche

- Pfarrkirche Himmelfahrt Mariens (romanisch mit gotischen Umbauten)
- Einsiedeleien San Bartolomé und Nuestra Señora del Pilar
- Bronzezeitliche und eisenzeitliche Funde in Valdeladrones, Tozal de los Regallos und Cabeza de la Vieja